# إليزابيث وود
إليزابيث وود هي مُدرسة يابانية، ولدت في 9 أبريل 1899 في نارا في اليابان، وتوفيت في 16 يناير 1993 في أتلانتا في الولايات المتحدة.